# دوریس دی

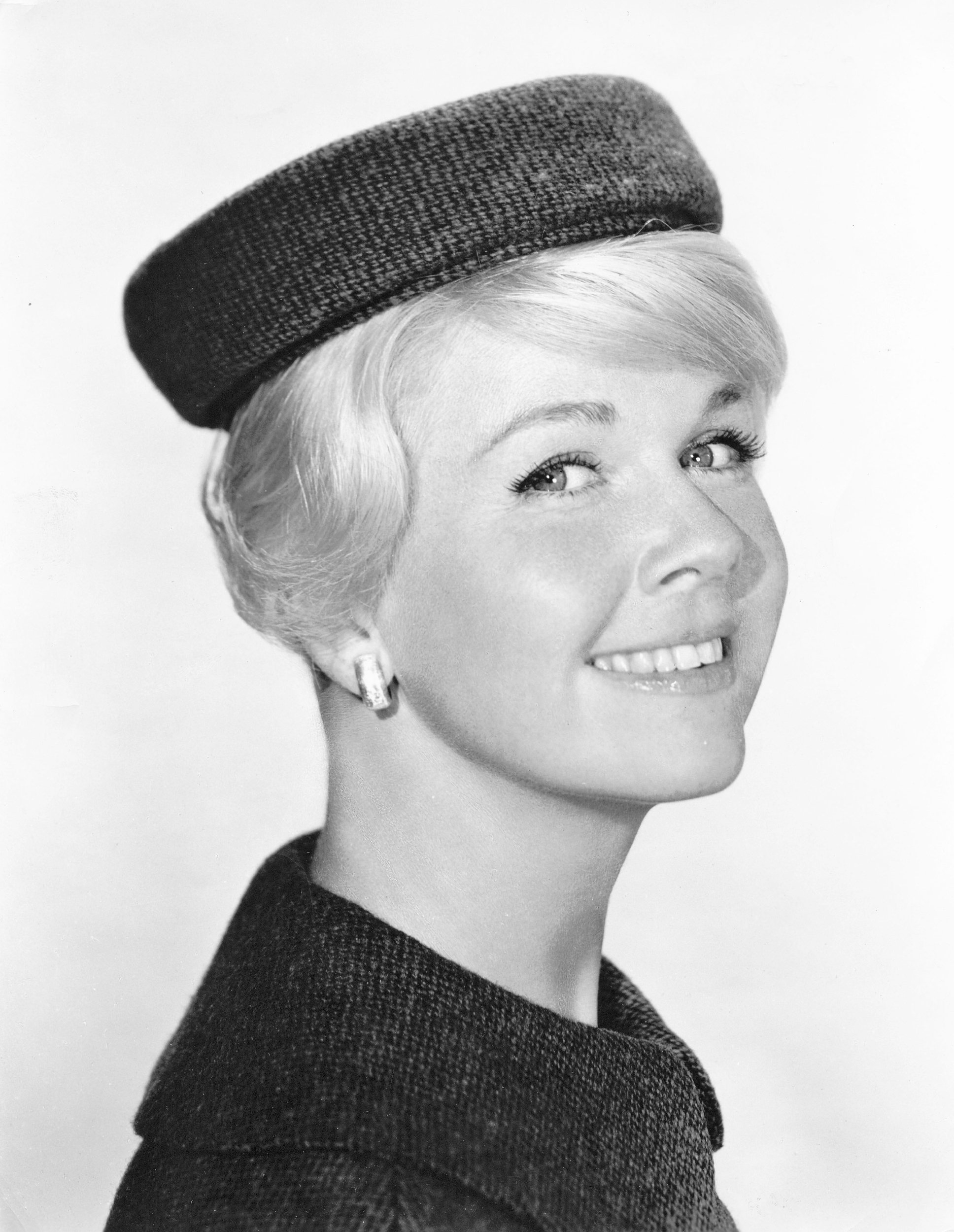
دی در سال ۱۹۶۰ میلادی

دوریس دِی (به انگلیسی: Doris Day) ‏(۳ آوریل ۱۹۲۲ – ۱۳ مه ۲۰۱۹) خواننده، بازیگر و فعال آمریکایی بود. وی در ۳۹ فیلم سینمایی بازی کرده‌است.

## ابتدای زندگی
او با نام اصلی مری کپلهوف در ۳ آوریل ۱۹۲۲ در سینسیناتی، اوهایو متولد شد.

## زندگی حرفه‌ای
او که دورهٔ باله دیده بود در نوجوانی در همین رشته برنده شد که جایزه‌اش سفر به هالیوود بود. در راه بازگشت تصادف کرد و پایش شکست وقتی بستری بود متوجه شد که صدای خوبی دارد و بنابراین رشته‌اش را تغییر داد و به ترانه خوانی پرداخت.
در سال ۱۹۴۸ او در فیلم مایکل کرتیس به نام رمانس در دریاهای دور دست در نقش اصلی بازی کرد. در این فیلم ترانه‌ای خواند و پس از آن کمپانی برادران وارنر در تعدادی موزیکال از او استفاده کرد که بعضی مثل جین بلا (۱۹۵۳) جزو بهترین موزیکال‌های هالیوود هستند.
دوریس دی در فیلم مردی که زیاد می‌دانست (۱۹۵۶) اثر آلفرد هیچکاک بازی کرد و بیشتر با آوازی که در آن خوانده شناخته می‌شود.
در اواخر دهه ۱۹۵۰ دی به کمدی رمانتیک روی آورد و در حرف‌های خودمانی (۱۹۵۹) ظاهر شد که نخستین فیلم از سه فیلمی بود که به اتفاق راک هادسن و تونی رندال بازی کرده‌است. موفقیت این فیلم‌ها باعث شد به پر طرفدارترین ستارهٔ هالیوودی تبدیل شود.
همسرش از طرف او با شبکه‌ای قرارداد بسته بود که در یک سریال تلویزیونی بازی کند، دوریس که در بدو امر نمی‌خواست در این برنامه شرکت نماید در نهایت راضی شد و همین سریال تلویزیونی بود که به یکی از محبوبترین برنامه‌های تلویزیونی آمریکا به نام شوی دوریس دی تبدیل شد به طوری که پنج سال پخش شد و ثروت زیادی برای دی به ارمغان آورد.

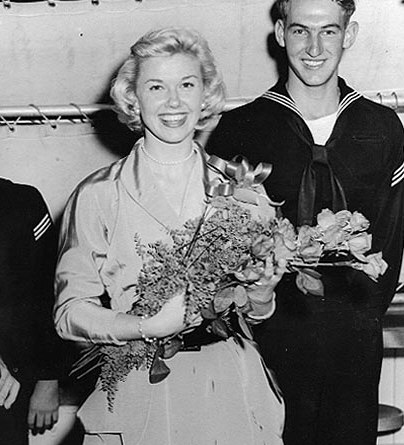

برنت سیمون، دوریس دی را بزرگ‌ترین ستاره زن دهه ۶۰ سینما خواند که در ژانرهای متفاوت کمدی، فیلم رمانتیک و درام بازی کرده‌است.

## زندگی شخصی
زندگی شخصی دوریس دی مثل زندگی روی صحنه‌اش درخشان نبود. وی چهار بار ازدواج کرد، سه بار طلاق گرفت و یک بار هم بیوه شد.

## گیاهخواری و فعالیت‌های حیوان دوستانه

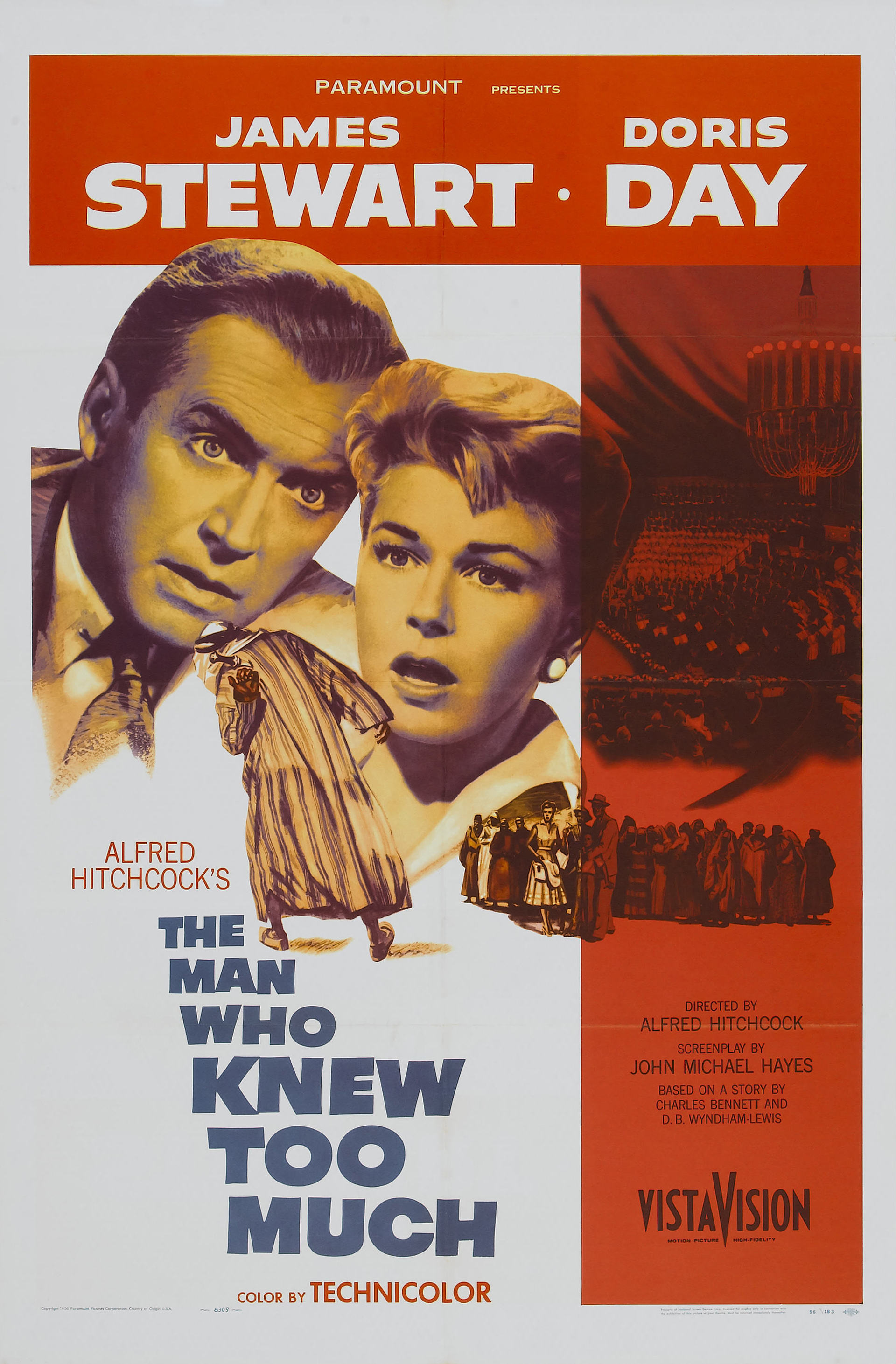
دوریس دی

دوریس دی پس از آخرین کارش خود را بازنشسته کرد و زندگی‌اش را تا به هنگام مرگ وقف فعالیت‌های محیط زیستی کرد.
او سال‌ها بود که در هیچ مراسمی ظاهر نشده و تنها باری که رویت شده در مراسم گلدن گلوب سال ۱۹۸۹ بود که به درخواست دوستش کلینت ایستوود به روی صحنه رفت و جایزهٔ یک عمر فعالیت هنری را دریافت کرد.
دوریس دی در چندین سال آخر عمرش گیاهخوار شده‌بود. وی از زمانی حیوان‌دوست شد که بر روی فیلمبرداری مردی که زیاد می‌دانست کشتن و و پوست کندن حیوانات را با چشم خود دید و بعدها در سال ۱۹۸۷ انجمن حیوانات دوریس دی را پایه ریخت.

## درگذشت
دوریس دی در ۹۷ سالگی به دلیل ذات‌الریه درگذشت.

## گزیده فیلمشناسی
- رؤیای من مال توست (۱۹۴۹)
- دوستم داشته باش یا ترکم کن (۱۹۵۵)
- مردی که زیاد می‌دانست (۱۹۵۶)
- بازی پیژاما (۱۹۵۷)
- نورچشمی معلم (۱۹۵۸)
- حرف‌های خودمانی (۱۹۵۹)
- توری نیمه‌شب (۱۹۶۰)
- لمس سمور (۱۹۶۲)
- برایم گلی نفرست (۱۹۶۴)
- مزاحم نشو (۱۹۶۵)
- کاپریس (۱۹۶۷)
- کجا بودی وقتی چراغ‌ها خاموش شدند؟ (۱۹۶۸)

## جوایز و افتخارات
دی در سال ۲۰۰۴ نشان آزادی و در سال ۲۰۰۸ جایزه گرمی را برای یک عمر فعالیت هنری‌اش دریافت کرد.